# Andrew Neethling
Andrew Neethling (ur. 5 sierpnia 1984) – południowoafrykański kolarz górski.

## Kariera
Pierwszy sukces w karierze Andrew Neethling osiągnął 10 lipca 2011 roku w amerykańskim Windham. W zawodach Pucharu Świata w downhillu zajął tam trzecie miejsce, za reprezentantem gospodarzy Aaronem Gwinem i Brytyjczykiem Steve'em Peatem. Było to jego jedyne podium w sezonie 2011 i w klasyfikacji końcowej zajął piętnaste miejsce. Kolejne podium wywalczył w sezonie 2013 – 15 września w norweskim Hafjell ponownie był trzeci. Tym razem wyprzedzili go tylko Kanadyjczyk Steve Smith oraz Danny Hart z Wielkiej Brytanii. Na mistrzostwach świata w Mont-Saint-Anne w 2010 roku i rozgrywanych rok później mistrzostwach świata w Champéry był jedenasty w downhillu, co jest jego najlepszym wynikiem na imprezie tej rangi.